# Ulf Rahmberg
Jarl Ulf Rahmberg, född 30 september 1935 i Borås, är en svensk målare, grafiker, tecknare.

## Biografi
Rahmberg studerade dekorativ konst vid Högre konstindustriella skolan (idag Konstfack) 1952–1957 och Konsthögskolan i Stockholm 1962–1967 samt under ett flertal studieresor till Nederländerna, Italien och Spanien. Separat ställde han ut i Köping 1959 och har sedan dess medverkat i ett stort antal samlingsutställningar bland annat på Gävle museum, Lilla Paviljongen och Stockholmssalongerna på Liljevalchs konsthall. År 2012 gjordes en stor retrospektiv av Rahmberg på Borås museum, "Lustarnas trädgård och civilisationens nedräkning".
Rahmberg är detaljrik och surrealistiskt grotesk och griper tillbaka till äldre konst som Bosch, Arcimboldo och Brueghel. Han är mest känd för sina samhällskritiska målningar och bilder och sin skicklighet som tecknare. Med surrealistisk associationsrikedom, frän färg och form gisslar han kapitalism, våld och förtryck och skildrar människan som en del av teknologin. Rahmberg använder sexualiteten och obsceniteten sammankopplade med makten och förtrycket. Samtidigt är allt målat i glödande intensiva färger, som står i motsättning till bildernas innehåll.
Rahmberg genomförde 2001 det vansinniga projektet 34 alnar. Han visade då sin 20 meter långa målning (34 alnar) på Nationalgalleriet, i Gamla stan i Stockholm, ett konstnärsdrivet galleri aktivt 1984–2016 där Rahmberg var en av medlemmarna.
Han var en av de drivande krafterna bakom tidningen PUSS tillsammans med Lars Hillersberg, Karin Frostenson, Carl-Johan De Geer och Lena Svedberg.
Rahmberg har fram till sin död en garanterad inkomst på minst fem prisbasbelopp (ca 214 000 kr år 2009) per år från svenska staten genom den statliga inkomstgarantin för konstnärer.
Rahmberg är representerad vid Moderna museet i Stockholm, Kalmar konstmuseum, Göteborgs konstmuseum,[källa behövs] Malmö museer, Sundsvalls museum och Dalarnas museum.

### Familj
Ulf Rahmberg är son till konditorn Gösta Rahmberg och hans hustru Inga-Maud (Mickan) född Wadstein. Under åren 1959–1960 var han gift med konstnärinnan Charlotte Ågård. Sedan 1961 är han gift med Inger Rahmberg, född Johansson.